# Dinoprostona
La prostaglandina E2 o PGE2 es el principio activo del medicamento dinoprostona.

## Sinónimo
(5Z,11α,13E,15S)-11,15-Dihidroxi-9-oxo-prosta-5,13-dien-1-ácido oico)

## Dinoprostona
La prostaglandina natural E2 (PGE2) es el principio activo del medicamento conocido como  dinoprostone. Tiene importantes efectos durante el trabajo de parto (maduración del cuello uterino, por medio del reblandecimiento del mismo, así como estimular las contracciones uterinas), también estimula los osteoblastos a liberar factores que estimulan la reabsorción ósea por los osteoclastos. La PGE2 es también la prostaglandina que induce la fiebre.
La  PGE2 también suprime la señalización del receptor de células T y puede desempeñar un papel en la resolución de la inflamación.
Se vende bajo el nombre comercial de Cervidil (por Forest Laboratories, Inc. y Propess (por Ferring Pharmaceuticals). Este es un inserto vaginal de liberación controlada, el cual se usa para ayudar a la maduración cervical para el proceso del parto
La dinoprostona es un vasodilatador directo, relaja el músculo liso e inhibe la liberación de  noradrenalina desde las terminaciones nerviosas simpáticas. No inhibe la agregación plaquetaria, como si ocasiona la PG
La dinoprostona actúa uniéndose y activando el receptor de prostaglandina E2.
Fue descubierta por  Bunting, Gryglewski, Moncada y Vane en 1976.
Una sobre regulación ha sido implicada como posible etiología de la acropaquia
También está implicado en enfermedades congénitas del corazón dependientes del ductus arterioso y es usado en infusión para la apertura del ducto aunque la  PGE1 es más comúnmente usada.

## Precauciones
Cicatriz uterina; asma; presión arterial baja; enfermedad del corazón; problemas suprarrenales; anemia; diabetes; glaucoma; ictericia (ictericia); multiparidad (gemelos, trillizos, etc.); enfermedades del corazón, pulmón o hígado.